# Lucky Luke (personnage)
Pour les articles homonymes, voir Lucky Luke (homonymie).
Lucky Luke (/lyki lyk/ (litt. « Luc le Chanceux ») est le personnage principal de la série de bande dessinée du même nom, créé en 1946 par le dessinateur et scénariste belge Morris.
Lucky Luke est un cow-boy solitaire qui sillonne le Far West et y vit de nombreuses aventures. À ce titre, il a participé à de nombreux événements liés à la conquête de l'Ouest.

## Biographie de fiction

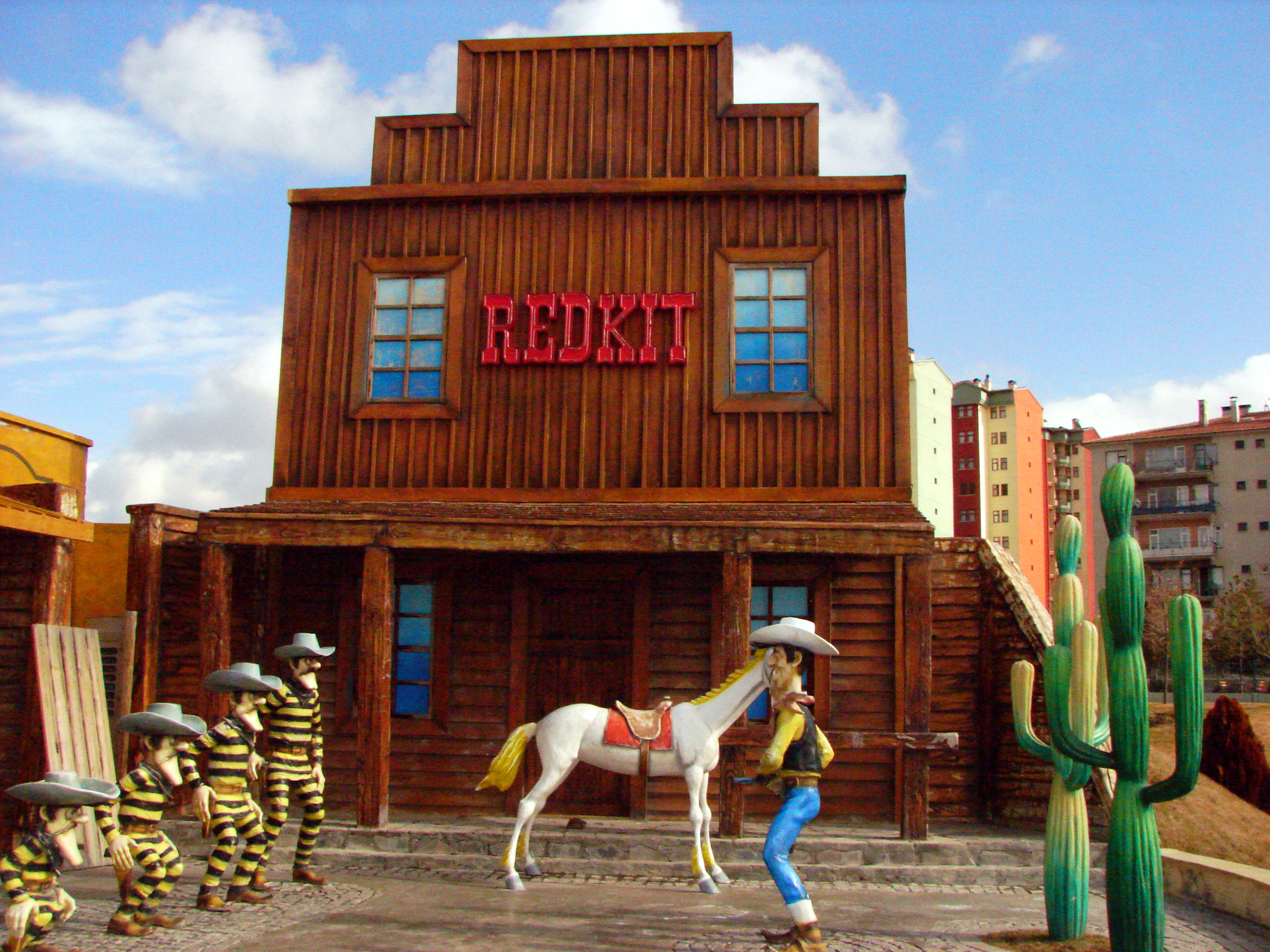
Reconstitution d'une scène de Lucky Luke dans le parc Harikalar Diyarı.

### Métiers
Bien que son métier soit théoriquement celui de conduire des troupeaux de bétail d'une ville à une autre, il est souvent appelé soit par certains de ses amis, soit directement par le gouvernement américain, à remplir des missions quand il ne se les dicte pas lui-même dans le souci de rendre justice dans les villes qu'il traverse. Le plus souvent tout de même, il est chargé de ramener au pénitencier des bagnards échappés (dont les plus célèbres sont Les Dalton et Billy the Kid), ce qui le rapprocherait d'un chasseur de primes mais dans l’album Chasseur de primes il affirme refuser systématiquement toute prime offerte pour la capture de fugitifs et demande au shérif d’offrir la somme à une œuvre de charité. On l'a aussi vu notamment : transporter le courrier du Pony Express, planter les poteaux du télégraphe, régler des conflits entre éleveurs, œuvrer à la construction du chemin de fer vers l'Ouest, porter à plusieurs reprises l'étoile de shérif, etc. Autant d'activités diverses et variées qui le rapprochent donc d'un travailleur indépendant touche à tout et qui sont à l'origine de toutes ses aventures qui sont à chaque fois couronnées de succès. Mais au moment où l'on veut le remercier, il est déjà loin sur son cheval, entonnant sa célèbre ritournelle au coucher du soleil : « I'm a poor lonesome cowboy, and a long way from home... ».

### Entourage
Présenté comme « Cow-boy solitaire », il n'a par définition, aucun attachement sentimental de quelque ordre que ce soit dans les albums ; si ses relations avec de nombreux personnage sont amicales, il part toujours seul vers le soleil couchant à la fin de l'histoire.

En dehors de l'univers de la bande dessinée, il lui est prêté une romance avec une danseuse de saloon dans le film Lucky Luke avec Terence Hill et dans la série dérivée : Laura ou Lotta Leggs, bien que cette romance semble rester platonique, au désespoir de Lotta qui est amoureuse de lui (elle lui avoue son amour dans la série alors qu'ils sont prisonniers tous les deux). On peut le voir également dans la série animée Les Nouvelles Aventures de Lucky Luke.
Au gré de ses pérégrinations, il croise toutes sortes de personnages liés à la légende de l'Ouest, à commencer par les quatre frères Dalton, puis leurs cousins fictifs : eux aussi au nombre de quatre et caricatures des originaux, ils apparaissent régulièrement au fil des albums, s'évadant perpétuellement de leur pénitencier mais finissant toujours par être repris par Lucky Luke. Apparaissent aussi, dans des interprétations très libres, d'autres personnages ayant réellement existé, comme le juge Roy Bean, Black Bart, Jesse James, Frederic Remington, Mark Twain, la communauté mormone, Billy the Kid, Calamity Jane, le général George Armstrong Custer ou encore Sarah Bernhardt.

### Origines
La bande dessinée ne relate pas vraiment les origines de Lucky Luke : on ne sait pas d'où il vient ni où il est né.
Dans l'album Phil Defer, on apprend qu'il avait un oncle armurier qui lui a légué son colt.
Il existe cependant deux bandes dessinées toujours dessinées par Morris où il apparaît enfant sous le surnom de "Kid Lucky" en compagnie d'un vieux chercheur d'or (connu seulement sous le nom de « Old-timer »), et dans lesquelles Luke dit être orphelin.
En 2009, à l'occasion du film de James Huth, les origines du cow-boy sont inventées de toutes pièces pour les besoins du scénario : il s'appelle en fait John Luke, et est le fils d'un Irlandais émigré aux États-Unis et d'une indienne qui vivent à proximité de Daisy Town, ville où il va à l'école. Ses parents sont assassinés par le « gang des tricheurs » alors qu'il n'a que dix ans, et il est alors pris sous l'aile protectrice d'un vieil ami de la famille : Dick Digger. Ce dernier constate rapidement que le jeune garçon a une incroyable capacité à tirer juste et a une chance étonnante. C'est lui qui lui donne à ce moment son surnom de "Lucky Luke" (Luke le chanceux) pour souligner la chance qu'il a eue d'échapper au « gang des tricheurs » qui d'habitude ne laissent pas de survivant.
Dans le spin-off Les Aventures de Kid Lucky et la série animée qui en est tirée, Lucky Luke enfant (nommé Kid Lucky) est un enfant trouvé qui a été adopté et élevé par Martha, la propriétaire d'un Saloon dont la spécialité est du « jus de cactus ».
Quelques dates marquantes dans ses aventures : 
- 1859 : il est témoin de la découverte du pétrole et l'édification des premiers derricks (À l'ombre des derricks) ;
- 1860 : il est l'un des cavaliers du Pony Express (Le Pony Express) ;
- 1861 : il participe à la construction du télégraphe qui relie l'est et l'ouest (Le Fil qui chante) ;
- 1862 : il escorte un convoi de nitroglycérine (Nitroglycérine) ;
- 1865 : il met hors d'état de nuire le gang de Joss Jamon (Lucky Luke contre Joss Jamon) ;
- 1865 : il aide Samuel Parker à capturer les Dalton une fois de plus (Les Dalton à la noce) ;
- 1867 : il protège la liberté de la presse et surtout du Daily Starr (Le Daily Starr) ;
- 1868 : il protège la construction du pont du Mississipi (Le Pont du Mississipi) ;
- 1875 : il est confronté à Belle Starr (Belle Starr) ;
- 1880 : il est en Arizona à poursuivre des voleurs d'or (Arizona) ;
- 1881 : il fait la rencontre des frères Earp (O.K. Corral) ;
- 1888 : il escorte les inventeurs de la machine à sous (Le Bandit manchot) ;
- 1888 : il rencontre Frédérick Remington (L'Artiste peintre) ;
- 1889 : il est engagé par le gouvernement pour surveiller les colons en Oklahoma (Ruée sur l'Oklahoma).
- 1891-1892 : il traque et capture les vrais frères Dalton (Hors-la-loi)
- 1896 : il s'aventure dans le Klondike en pleine ruée vers l'or (Le Klondike).

## Description

### Apparence
Lucky Luke est relativement grand, mince, a les cheveux noirs avec une longue mèche au-dessus du visage, et n'a ni barbe ni moustache. Dans les premiers tomes, sa tête était toutefois plutôt arrondie. Il porte invariablement les mêmes habits : stetson blanc, foulard rouge, chemise jaune, gilet noir en référence aux trois couleurs du drapeau de la Belgique, pays natal de Morris,, jeans, bottes avec éperons en étoile et « six-coups » (qui semble cependant avoir une réserve quasi infinie de munitions) au ceinturon. En sous-vêtement, il est parfois vu en « union suit (en) », par exemple dans La Fiancée de Lucky Luke. Outre l'évolution de son visage au début, la seule modification apportée au personnage a été le remplacement en 1983 de sa cigarette par un brin de paille, sous la pression des associations antitabac américaines. Morris est d’ailleurs récompensé par l’OMS en 1988 à l’occasion de la Journée mondiale sans tabac.

### Personnalité
Courageux et altruiste, Lucky Luke apparaît souvent les paupières mi-closes, manifestant un calme apparent même lorsqu'il est ému ou menacé. Il lui arrive toutefois de se mettre occasionnellement en colère, par exemple lorsqu’il renverse son tabac à rouler à deux reprises après qu’un officiel l’a chargé d’une mission inattendue, ou lorsqu'on le charge de ramener les Daltons en prison.

### Compétences
Il est décrit comme « l’homme qui tire plus vite que son ombre » en raison de sa rapidité à dégainer ; il est en outre très bon bagarreur et extraordinairement habile au révolver. Ce gag récurrent donne ainsi lieu à de nombreux gags où, par exemple, il lâche son verre de bière, dégaine, tire et rengaine avant de rattraper son verre au vol ou, autre exemple, il tire un coup et son adversaire qui, naïf, pense qu'il a raté avant de se rendre compte que son arme est inutilisable. À noter que, contrairement aux mœurs de l'époque, il tue rarement ses adversaires (parmi ses victimes, citons Mad Jim son sosie criminel dans La Mine d'or de Dick Digger, Phil Defer dans la première version de l'album éponyme et Bob Dalton dans la première version de l'album Hors-la-loi) ; il se contente le plus souvent de les désarmer en duel ou de les assommer en combat singulier afin de les neutraliser mais il peut lui arriver toutefois de menacer de tuer. Par ailleurs, comme le suggère la traduction de son surnom (« Luke le chanceux »), il jouit d'une chance infaillible, qui lui sauve la vie à plusieurs reprises.

### Cheval
Pour coller au mythe du cow-boy véhiculé par les westerns, Lucky Luke possède un cheval, à ceci près que le sien est particulièrement véloce et intelligent : il s'agit d'un Appaloosa au poil blanc avec quelques taches marron sur la croupe et à la crinière blonde. Jolly Jumper (Joyeux Sauteur) sait se seller tout seul, faire les courses, jouer aux échecs (en trichant éventuellement), pêcher à la ligne, et surtout sortir ce dernier de situations périlleuses grâce à ses aptitudes rarissimes : grimper une falaise à pic, forcer une serrure, traverser un ravin sur une corde… Il est conscient d'être plus qu'un cheval ordinaire, se montre parfois méprisant envers ses congénères et est très vexé quand son cow-boy lui rappelle, sous le coup de la colère, qu'il n'est qu'un moyen de transport. Il comprend le langage humain, fait lui-même des apartés (qui sont autant adressés au lecteur qu'à son passager), mais ne dialogue qu'avec les autres chevaux. Il sert de contrepoint comique au héros, mais participe aussi à l'action.

## Apparitions

### Bande dessinée
- Lucky Luke (Morris, 1946)
- Delta (Hermann, 1985). Il devient « Luke le Veinard ».

### Longs-métrages d'animation
- Lucky Luke (René Goscinny, Morris, Pierre Tchernia, 1971) avec Marcel Bozzuffi
- La Ballade des Dalton (René Goscinny, Morris, 1978) avec Daniel Ceccaldi
- Les Dalton en cavale (Morris, 1983) avec Jacques Thébault
- Tous à l'Ouest (Olivier Jean-Marie, 2007) avec Lambert Wilson
- projet d'un film réalisé par Guillaume Ivernel [11]

### Séries animées
- Lucky Luke (Hanna Barbera, 1983, 26 épisodes de 26 minutes) avec Jacques Thébault
- Lucky Luke (I.D.D.H., 1991, 26 épisodes de 26 minutes) avec Jacques Thébault
- Les Nouvelles Aventures de Lucky Luke (Xilam, 2001, 52 épisodes de 22 minutes) avec Antoine de Caunes

### Films
- Lucky Luke (Terence Hill, 1991) avec Terence Hill (doublé en français par Dominique Paturel)
- Les Dalton (Philippe Haïm, 2004) avec Til Schweiger (doublé en français par Cédric Dumond)
- Lucky Luke (James Huth, 2009) avec Jean Dujardin

### Série télévisée
- Lucky Luke (Paloma Film, 1991, 8 épisodes de 52 minutes) avec Terence Hill (doublé en français par Dominique Paturel)
- Lucky Luke (Federation Studio France, 2025, 8 épisodes) avec Alban Lenoir

### Spectacle
- Lucky Luke : Spectacle de patinage artistique de Philippe Candeloro.